# Caecum bimarginatum
Caecum bimarginatum is een slakkensoort uit de familie van de Caecidae. De wetenschappelijke naam van de soort is voor het eerst geldig gepubliceerd in 1859 door Carpenter.